# セベロムイスキートンネル

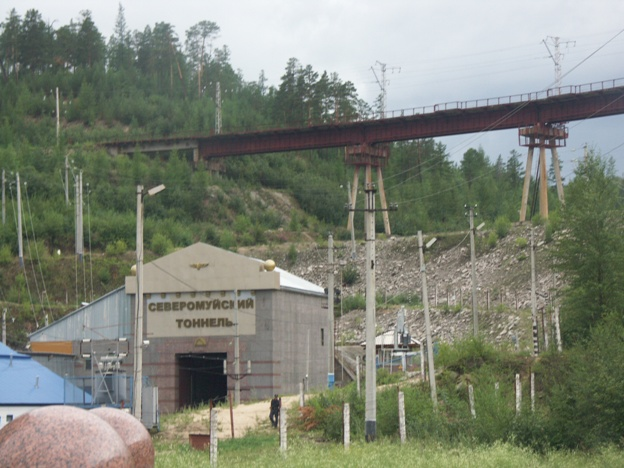
セベロムイスキートンネルの東側の出入口

セベロムイスキートンネル（ロシア語: Северомуйский тоннель）は、ロシア連邦ブリヤート共和国北西部にあるバイカル・アムール鉄道（バム鉄道）のトンネルである。この名前はトンネルが貫くセベロムイスキー山脈から採られたものである。

## 概要
セベロムイスキートンネルは、地下鉄等を除くロシアの鉄道トンネルとしては最も長いトンネルであり、その長さは15,343メートルである。全線単線の電化された鉄道トンネルである。工事にはシールド工法が採用された模様。
工事開始は1977年、掘削完了は2001年3月、レールの締結及び最初の試運転列車が10月に走行、その後電化、排水、通信等の工事を行って完工は2003年9月30日、開通は同年12月5日であった。一番列車はナホトカからサンクトペテルブルクに向かうコンテナ列車であった。
着工から使用開始まで26年もかかっているのは、この地域が地震が多く気象条件にも恵まれず、またソビエト連邦の崩壊に伴う経済の停滞により工事資金の融資が滞っていたためである。この完成をもって一連のバム鉄道建設計画が終了した。
このトンネルが貫通する以前には、この付近には54キロメートルに及ぶ仮設迂回路線が敷設されていた。この区間の通行は雪崩の多発地域で危険を伴い、また険しい急勾配の続く箇所であったため、補助機関車による重連運転を必要としていた。また重量制限、速度制限により一日に通過できる列車の本数が13 - 14本と少なく、バム鉄道におけるボトルネックとなっていた。トンネル開通後の現在では、スピードアップ、裁貨重量の増加により輸送量の増強が行われた他、保守作業の費用軽減も可能となった。
なお、開通前に迂回路で1時間半かかっていた通過時間は、現在15分ほどに短縮されている。

## 工事経過
- 1977年　着工
- 2001年3月　掘削完了
- 2001年10月　レール締結・試運転列車初走行
- 2003年9月　完工
- 2003年12月5日　開通